# Шампањ (Ардеш)
Шампањ (фр. Champagne) насеље је и општина у источној Француској у региону Рона-Алпи, у департману Ардеш која припада префектури Турнон сир Рон.
По подацима из 2011. године у општини је живело 613 становника, а густина насељености је износила 149,51 становника/km². Општина се простире на површини од 4,10 km². Налази се на средњој надморској висини од 145 метара (максималној 361 m, а минималној 135 m).

## Демографија
| 1962. | 1968. | 1975. | 1982. | 1990. | 1999. | 2011. |
| ----- | ----- | ----- | ----- | ----- | ----- | ----- |
| 287   | 294   | 320   | 345   | 406   | 488   | 613   |

График промене броја становника у току последњих година